# 1686

## Esdeveniments
Països Catalans
- 22 de juliol: Antoni de Saiol i Quarteroni, canonge de Barcelona és nomenat President de la Generalitat de Catalunya.
- Es forma la Lliga d'Augsburg per defensar els interessos d'Àustria, Baviera, Brandenburg, el Sacre Imperi Romanogermànic, el Palatinat del Rin, Portugal, Saxònia, Espanya, Suècia, i les Províncies Unides Holandeses; contra els de França.

Resta del món
- 15 de febrer, Òpera de París: S'estrena Armide, tragèdia lírica de Jean-Baptiste Lully amb llibret de Philippe Quinault.[1]
- 6 de setembre, Château d'Anet: S'estrena Acis et Galatée, òpera de Jean-Baptiste Lully amb llibret de Jean Galbert de Campistron, basat en la història en Les Metamorfosis d'Ovidi.
- Vincenzo Maria Coronelli publica l'obra Morea, Negroponte e Adiacenze.
- El mogols liderats per Aurangzeb conquereixen i dissolen el Sultanat de Bijapur. Finalitza d'aquesta manera la dinastia dels Adilshàhides.

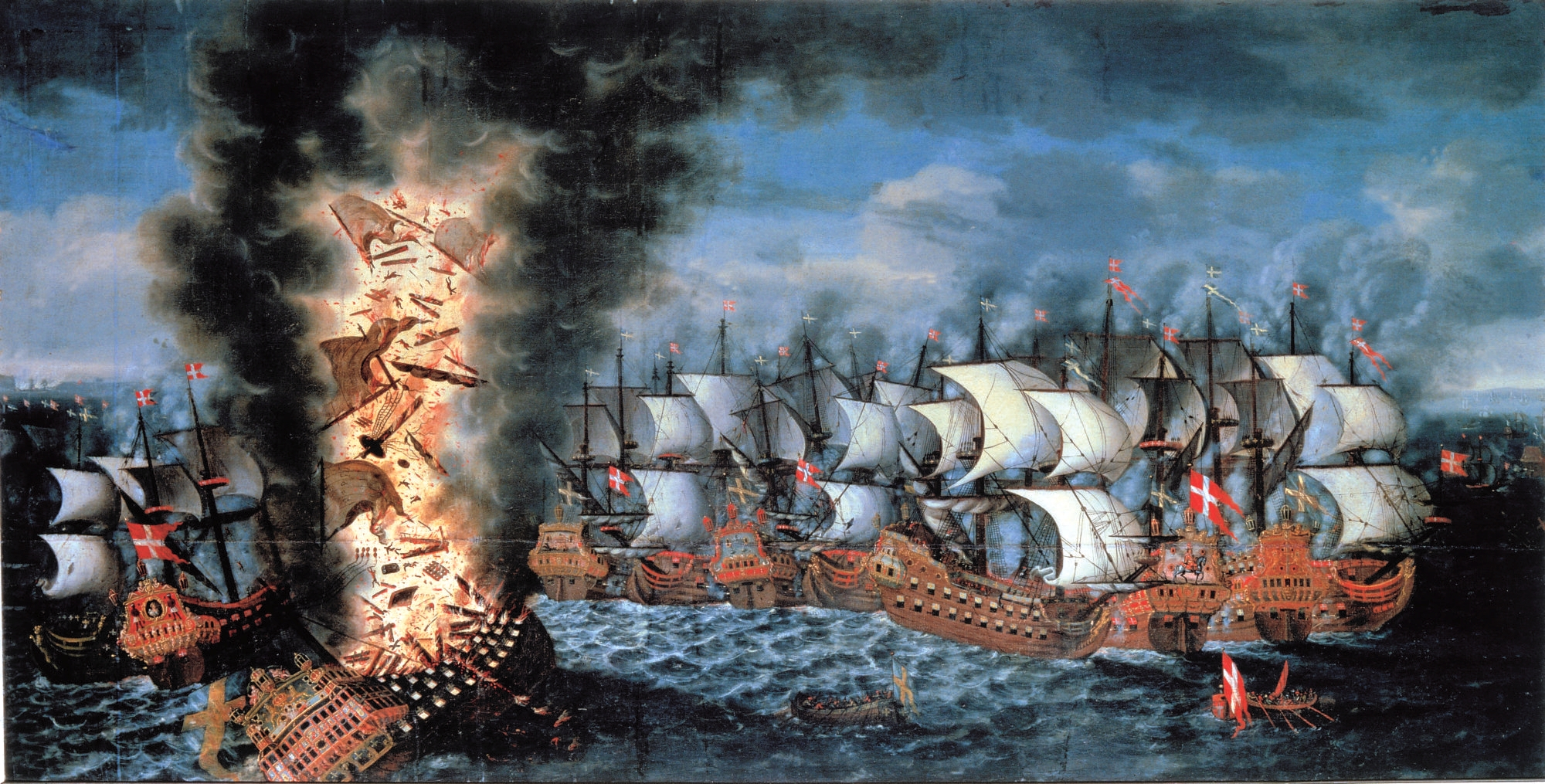
Batalla d'Öland entre les flotes de Suècia i Dinamarca.

## Naixements

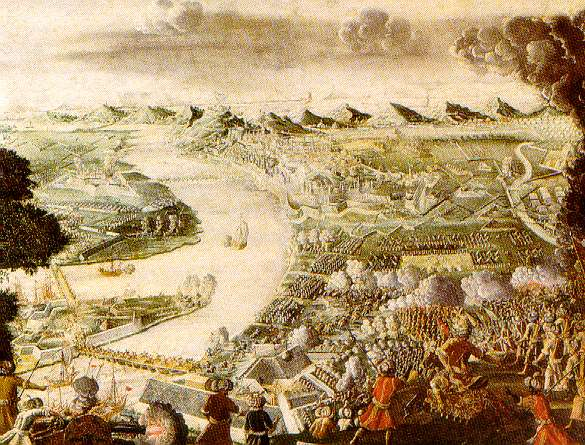
Buda és conquerida als otomans

- 17 de març: Jean-Baptiste Oudry., pintor, gravador i dissenyador de tapissos del Rococó francès, especialment conegut per les seves obres d'animals i escenes de caça.
- 10 d'abril, Isola di Liri: Maria Eleonora I Boncompagni, princesa de Piombino, de Venosa, marquesa de Populonia, comtessa de Conta i senyora de les illes de Montecristo, Elba i Pianosa entre d'altres.
- 24 de maig, Gdańsk: Daniel Gabriel Fahrenheit, físic, enginyer i bufador de vidre alemany, conegut per la invenció del termòmetre d'alcohol (1709), el termòmetre de mercuri (1714) i pel desenvolupament d'una escala per a la mesura de temperatures (m. 1736).[2]
- 31 de juliol, Venècia, República de Venècia: Benedetto Marcello, escriptor, advocat, magistrat, mestre i compositor italià.
- 19 d'agost, Nàpols, Regne de Nàpols: Nicola Porpora,[3] compositor napolità d'òperes barroques i professor de cant. De la seva escola en sortiren castrats famosos com Farinelli, Senesino i Caffarelli.
- 31 d'octubre Francesco Bernardi més conegut com a Senesino, un dels castrati més destacats de la història i un dels cantants predilectes de Georg Friedrich Händel.
- Versalles: Carles de França, Príncep de França de la Casa de Borbó, duc de Berry i d'Aleçon i d'Angulema.

## Necrològiques
- 11 de novembre, Hamburg: Otto von Guericke, físic alemany.
- Simon Uixakov, destacat iconògraf i artista gràfic rus, relacionat amb la reforma de l'Església Ortodoxa Russa empresa pel patriarca Nicó.